# Амдо

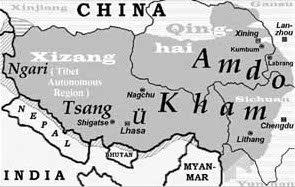
Амдо на мапі Тибету

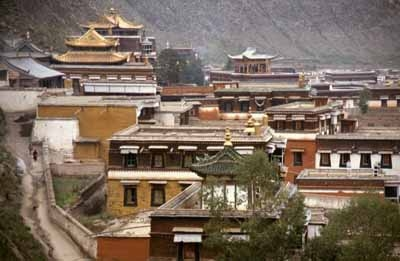
Монастир Лабранг у Амдо.

Амдо́ — один з регіонів у північно-східній частині Тибетського нагір'я в Китаї. Гірські хребти і нагір'я висотою 3 500 — 5 000 метрів. Сухі степи, ділянки луків; в долинах річок — тугайські зарості. Досліджений російським мандрівником П. К. Козловим під час експедиції у 1907–1909 роках.
Провінції, на які у минулому поділявся Тибет і які донині зберігають традиційну назву:
- У-Цанг
- Кхам
- Амдо

## Інтернет-ресурси
- The East Tibet Website [Архівовано 16 травня 2008 у Wayback Machine.]
- Amdo — delineation and history in brief (PDF file; 216 kb) [Архівовано 19 липня 2011 у Wayback Machine.] (engl.)
- The Huge Thangka of Amdo [Архівовано 19 липня 2011 у Wayback Machine.]
- The Skor lam and the Long March: Notes on the Transformation of Tibetan Ritual Territory in Southern A mdo in the Context of Chinese Developments

| Китай | Це незавершена стаття з географії КНР. Ви можете допомогти проєкту, виправивши або дописавши її. |